# Lorenzo Perini
Lorenzo Perini (* 22. Juli 1994 in Mailand) ist ein italienischer Hürdenläufer, der sich auf die 110-Meter-Distanz spezialisiert.

## Sportliche Laufbahn
Erste internationale Erfahrungen sammelte Lorenzo Perini im Jahr 2011, als er bei den Jugendweltmeisterschaften nahe Lille bis in das Halbfinale gelangte und dort mit 13,96 s ausschied. Zudem nahm er auch mit der französischen Sprintstaffel (1000 Meter) teil, erreichte in 1:56,83 min aber nicht das Finale. Anschließend siegte er beim Europäischen Olympischen Jugendfestival in Trabzon in 13,44 s und wurde mit der italienischen 4-mal-100-Meter-Staffel im Finale disqualifiziert. Im Jahr darauf gelangte er bei den Juniorenweltmeisterschaften in Barcelona bis in das Halbfinale, in dem er mit 15,07 s ausschied, ehe er 2013 bei den Junioreneuropameisterschaften in Rieti in 13,30 s die Silbermedaille gewann. 2014 wurde er bei den U23-Mittelmeermeisterschaften in Aubagne in 13,89 s Fünfter und qualifizierte sich daraufhin erstmals für die Europameisterschaften in Zürich, bei denen er aber mit 13,77 s in der ersten Runde ausschied. Im Jahr darauf gewann er bei den U23-Europameisterschaften in Tallinn in 13,86 s die Bronzemedaille und 2016 gelangte er bei den Europameisterschaften in Amsterdam bis in das Halbfinale, in dem er mit 13,79 s ausschied.
2018 siegte er bei den Mittelmeerspielen in Tarragona in 13,49 s und gelangte anschließend bei den Europameisterschaften in Berlin bis in das Halbfinale, in dem er mit 13,50 s ausschied. Auch bei den Halleneuropameisterschaften 2019 in Glasgow schied er mit 7,70 s im Halbfinale aus und wurde daraufhin bei der Sommer-Universiade in Neapel in 13,50 s Vierter. Zudem qualifizierte er sich erstmals für die Weltmeisterschaften in Doha, bei denen er mit 13,70 s in der Vorrunde ausschied.
2016, 2019 und 2020 wurde Perini italienischer Hallenmeister im 60-Meter-Hürdenlauf.

## Persönliche Bestleistungen
- 110 m Hürden: 13,46 s (−0,2 m/s), 12. Juli 2019 in Neapel
  - 60 m Hürden (Halle): 7,66 s, 2. Februar 2019 in Mondeville